# Naturama
Naturama er et naturhistorisk museum i Svendborg. Fra museets åbning den 2. juni 1935 til januar 2005, hed det "Zoologisk Museum".
Naturama udstiller en stor samling af udstoppede dyr til vands, til lands og fra luften. Dyrene er primært fra Norden og Arktis, såsom hvaler, isbjørne, ræve og ugler. Der er løbende naturhistoriske særudstillinger, fx om dinosaurer i 2019 og invasive dyrearter i 2020.
Naturama har tilknyttet biologer og naturvejledere, der forsker, formidler og underviser i naturen. Der forskes blandt andet i hasselmusen, der lever på Sydfyn, som et af de få steder i Danmark.  
Den 30. april 2003 blev opførelsen af en ny udstillingsbygning påbegyndt og den 3. september 2003 kunne Dronning Margrethe og Henrik, Prinsgemalen nedlægge byggeriets grundsten. Den 18. april 2005 blev den nye udstillingsbygning indviet, hvilket forøgede museets areal fra 700 m² til 4.200 m².